# Mako Midori
Mako Midori (緑魔子, Midori Mako), née le 26 mars 1944 à Taipei, est une actrice japonaise.

## Biographie
De son vrai nom Yoshiko Kojima, Mako Midori est née à Taïwan le 26 mars 1944, elle passe son enfance à Takanabe dans la préfecture de Miyazaki.
Elle a tourné dans plus de soixante films au cinéma entre 1964 et 2020,.

### Vie privée
Mako Midori est mariée à l'acteur Renji Ishibashi.

## Filmographie
- 1964 : Nihiki no mesuinu (二匹の牝犬?) de Yūsuke Watanabe (ja)
- 1964 : Ankokugai ōdōri (暗黒街大通り?) d'Umetsugu Inoue
- 1964 : Tōkyō antacchaburu: Baishun chika soshiki (東京アンタッチャブル 売春地下組織?) de Masuichi Iizuka
- 1964 : Akujo (悪女?) de Yūsuke Watanabe (ja)
- 1964 : Kuruwa sodachi (廓育ち?) de Jun'ya Satō
- 1964 : Mesu (牝?) de Yūsuke Watanabe (ja)
- 1964 : Kunoichi keshō (くノ一化粧?) de Sadao Nakajima
- 1965 : Le Proxénète (ひも, Himo?) de Hideo Sekigawa
- 1965 : Kuroi neko (黒い猫?) de Yūsuke Watanabe (ja)
- 1965 : Les Contes du voleur japonais (にっぽん泥棒物語, Nippon dorobō monogatari?) de Satsuo Yamamoto
- 1965 : Akuma no yō na suteki na yatsu (悪魔のようなすてきな奴?) de Michio Konishi (ja)
- 1965 : Iro (いろ?) de Shinji Murayama (ja)
- 1965 : Kamo (かも?) de Hideo Sekigawa
- 1965 : Onna bangai chi: Kusari no mesuinu (おんな番外地 鎖の牝犬?) de Shinji Murayama (ja)
- 1965 : Yoru no akujo (夜の悪女?) de Shinji Murayama (ja)
- 1965 : Gyangu chōjō sakusen (ギャング頂上作戦?) d'Umetsugu Inoue
- 1966 : Yoru no mesuinu (夜の牝犬?) de Shinji Murayama (ja)
- 1966 : Abazure (あばずれ?) de Yūsuke Watanabe (ja)
- 1966 : Yōko, jeune délinquante (非行少女ヨーコ, Hikō shōjo Yōko?) de Yasuo Furuhata
- 1966 : Otoko nante nanisa (男なんてなにさ?) de Yūsuke Watanabe (ja)
- 1966 : Zoku onna bangai chi (続・おんな番外地?) de Michio Konishi (ja)
- 1966 : Akai yakōchū (赤い夜光虫?) de Shinji Murayama (ja)
- 1966 : Kawaiku te sugoi onna (可愛いくて凄い女?) de Michio Konishi (ja)
- 1966 : Go-haku muika (五泊六日?) de Yūsuke Watanabe (ja)
- 1967 : Zoku ō-oku maruhi monogatari (続大奥（秘）物語?) de Sadao Nakajima
- 1967 : Kawachi yūkyōden (河内遊侠伝?) de Ryūichi Takamori (ja)
- 1968 : Rikugun chōhō 33 (陸軍諜報33?) de Tsuneo Kobayashi
- 1968 : Le Grand salaud (大悪党, Dai akutō?) de Yasuzō Masumura
- 1968 : Kamo to negi (カモとねぎ?) de Senkichi Taniguchi
- 1968 : Le Retour des trois soûlards (帰って来たヨッパライ, Kaettekita yopparai?) de Nagisa Ōshima : Nechan, 'la belle'
- 1968 : Nemuri Kyōshirō hitohada kumo (眠狂四郎人肌蜘蛛?) de Kimiyoshi Yasuda
- 1968 : Fukeba tobuyona otokodaga (吹けば飛ぶよな男だが?) de Yōji Yamada
- 1968 : Nippon gerira jidai (日本ゲリラ時代?) de Yūsuke Watanabe (ja)
- 1969 : La Bête aveugle (盲獣, Mōjū?) de Yasuzō Masumura : Aki Shima
- 1969 : Shinu ni wa mada hayai (死ぬにはまだ早い?) de Kiyoshi Nishimura
- 1969 : Kigeki shin'ya zoku (喜劇 深夜族?) de Yūsuke Watanabe (ja)
- 1969 : Nippon ichi no danzetsu otoko (日本一の断絶男?) d'Eizō Sugawa
- 1970 : Hakuchū no shūgeki (白昼の襲撃?) de Kiyoshi Nishimura
- 1970 : Zeni geba (銭ゲバ?) de Yoshinori Wada (ja)
- 1971 : Yaruzo mite ore Tamegorō (やるぞみておれ為五郎?) de Yoshitarō Nomura
- 1971 : Yasashii Nippon jin (やさしいにっぽん人?) de Yōichi Higashi
- 1971 : Kigeki: Onna wa otoko no furusatoyo (喜劇 女は男のふるさとヨ?) d'Azuma Morisaki (en)
- 1971 : Les Amoureux perdus (あらかじめ失われた恋人たちよ, Arakajime ushinawareta koibito tachi yo?) de Kunio Shimizu et Sōichirō Tahara
- 1972 : Umarekawatta Tamegorō (生まれかわった為五郎?) d'Azuma Morisaki (en)
- 1973 : Nora inu (野良犬?) d'Azuma Morisaki (en)
- 1973 : Satori (日本妖怪伝 サトリ, Nippon yōkaiden: Satori?) de Yōichi Higashi
- 1974 : Goyōkiba: Oni no Hanzō yawahada koban (御用牙 鬼の半蔵やわ肌小判?) de Yoshio Inoue
- 1974 : Yajū shisubeshi: Fukushū no mekanikku (野獣死すべし 復讐のメカニック?) d'Eizō Sugawa
- 1974 : Jūgun-ianfu (従軍慰安婦?) de Ryūichi Takamori (ja)
- 1975 : Mamushi to aodaishō (まむしと青大将?) de Sadao Nakajima
- 1975 : Je suis un chat (吾輩は猫である, Wagahai wa neko de aru?) de Kon Ichikawa
- 1977 : Utamaro: Yume to shiriseba (歌麿 夢と知りせば?) d'Akio Jissōji
- 1977 : Nihonjin no heso (日本人のへそ?) d'Eizō Sugawa
- 1977 : Boku wa tenshi ja naiyo (僕は天使ぢゃないよ?) de Morio Agata (ja)
- 1977 : Dorodarake no junjō (泥だらけの純情?) de Sōkichi Tomimoto (ja)
- 1977 : Kuroki Tarō no ai to bōken (黒木太郎の愛と冒険?) d'Azuma Morisaki (ja)
- 1978 : Kimi ni wa uminari ga kikoeru ka (君には海鳴りが聞こえるか?)
- 1980 : Yajū shisubeshi (野獣死すべし?) de Tōru Murakawa : Kimiko Wakazuki
- 1987 : Shinran ou la voix immaculée (親鸞 白い道, Shinran: Shiroi michi?) de Rentarō Mikuni : Chiyo
- 1998 : Yomigaeru Yūsaku: Tantei monogatari tokubetsu hen (蘇える優作 「探偵物語」特別篇?) de Tōru Murakawa et Yukihiro Sawada (ja)
- 2005 : Aoi uta: Nodo jiman seishun hen (青いうた のど自慢 青春編?) de Satoshi Kaneda (ja)
- 2009 : Agata Morio: Yaya derakkusu (あがた森魚 やや デラックス?) de Kayo Takefuji
- 2011 : Keibetsu (軽蔑?) de Ryūichi Hiroki
- 2016 : Inumukoiri (いぬむこいり?) d'Ikki Katashima (ja)
- 2017 : Star Sand de Roger Pulvers (en)
- 2020 : Genzaichi wa idzu ku nari ya: Eiga kantoku Higashi Yōichi (現在地はいづくなりや 映画監督東陽一?) de Ken'ichi Kodoma

## Distinctions
Sauf indication contraire, les informations mentionnées dans cette section peuvent être confirmées par la base de données cinématographiques IMDb,  présente dans la section « Liens externes ».
- 1965 : Blue Ribbon Award de la révélation de l'année pour Nihiki no mesuinu[3]
- 1985 : prix Kinokuniya (théâtre)
- 2003 : prix spécial pour l'ensemble de sa carrière aux Japanese Professional Movie Awards[4]